# Paul Kane
Paul Kane (ngày 03 tháng 9 năm 1810 - ngày 20 tháng 2 năm 1871) là một họa sĩ Canada sinh ra ở Ireland, nổi tiếng với các bức tranh của ông các dân tộc tộc đầu tiên ở Tây và người Mỹ bản địa Canada trong Xứ Oregon.
Là một nghệ sĩ phần lớn là tự học thành tài, Kane lớn lên ở Toronto (lúc đó được gọi là York) và tự đào tạo bằng cách sao chép các bậc thầy châu Âu về một chuyến đi nghiên cứu thông qua châu Âu. Ông đã tiến hành hai chuyến đi qua phía tây bắc Canada hoang dã vào năm 1845 và 1846-1848. Chuyến đi đầu tiên đã đưa ông từ Toronto đến Sault Ste. Marie và ngược lại. Bảo đảm sự hỗ trợ của Công ty Vịnh Hudson, ông đặt ra trên một chuyến đi thứ hai lâu hơn nữa, từ Toronto qua dãy núi Rocky Fort Vancouver và Fort Victoria ở quận Columbia, Canada được gọi là Xứ Oregon.
Trên cả hai chuyến đi, Kane phác thảo và vẽ các dân tộc thổ dân và tài liệu cuộc sống của họ. Khi trở về Toronto, ông đã sáng tác hơn 100 bức tranh sơn dầu từ những bản phác thảo. Kane làm việc, đặc biệt là bản phác thảo lĩnh vực của mình, vẫn còn một nguồn tài nguyên có giá trị cho dân tộc học. Các bức tranh sơn dầu ông đã hoàn thành trong phòng thu của mình được coi là một phần của di sản Canada, mặc dù ông thường hư cấu đáng kể so với tính chính xác của bản phác thảo khu vực của mình cho những khung cảnh ấn tượng.